# Julien/CDM
Ne doit pas être confondu avec Mo/CDM.
Julien/CDM, de son vrai nom Julien Solé, est un dessinateur de bande dessinée français né le 28 mars 1971 à Montreuil et qui travaille à Fluide glacial.

## Biographie
Né en 1971 et fils du dessinateur Jean Solé, Julien/CDM s'oriente rapidement vers la bande dessinée et crée par exemple au lycée le fanzine Chieurs de monde (CDM) avec les futurs artistes Mo/CDM et Ralph Meyer. Puis, entré dans le milieu du neuvième art, il réalise des illustrations, des dessins animés, des fresques, des pochettes de disques, des créations visuelles pour une compagnie de théâtre ou de cirque et travaille aussi sur des planches de bande dessinée.
De plus, il s'approche de la rédaction du mensuel Fluide glacial, où il travaille non pas comme auteur, mais comme infographiste, notamment sur le site internet du magazine, avec son frère, ayant lui aussi pratiquement le même pseudonyme, Vincent/CDM. En 1997, il rencontre, toujours chez Fluide, Manu Larcenet qui lui scénarise des petites histoires pour le mensuel. L'album À l'Ouest de l'Infini  sort en 1999. Il continue dans le registre futuriste de la science-fiction, mais tout seul cette fois-ci, avec un nouveau personnage, Cosmik Roger, dont le premier tome sort début 2002, le deuxième en 2004 et le troisième en 2005. L'aventure du Ouèbe de Fluide, et notamment du webzine @Fluidz, se poursuivant toujours parallèlement avec Vincent.
Il contribue également à La Revue Dessinée, dessinant notamment une enquête de Xavier Harel sur les biens mal acquis. En 2018, cette enquête donne lieu à un ouvrage intitulé L'argent fou de la Françafrique - L'affaire des biens mal-acquis,.
En 2020, il est le dessinateur de l'album Benalla et moi (Le Seuil), publié avec les journalistes du Monde, Ariane Chemin et François Krug et traitant de l'affaire Benalla,.

## Œuvres

### Bandes dessinées
- À l'ouest de l'infini (dessin), avec Manu Larcenet (scénario), Audie, coll. « Fluide Glacial », 1999.  (ISBN 2-85815-264-0)[6]
- Cosmik Roger (dessin), Audie, coll. « Fluide Glacial » :
  1. Cosmik Roger (scénario), 2002.
  2. Une planète sinon rien, avec Mo/CDM (scénario), 2004.
  3. Le général Gore, avec Mo/CDM (scénario), 2005.
  4. Les rendez-vous des anneaux, avec Mo/CDM (scénario), 2006.
  5. Les 12 Travaux de Cosmik Roger, avec Mo/CDM (scénario), 2007.
  6. Tragical Cosmik Tour, avec Mo/CDM (scénario), 2009.
  7. Cosmik Roger et les femmes, avec Mo/CDM (scénario), 2013.
- Planet ranger (dessin), avec Jean-Louis Janssens (scénario), Le Lombard
  1. L'écolo le plus con de la planète, 2009  (ISBN 978-2-8036-2533-8)
  2.  La terre vue d'en haut , 2011  (ISBN 978-2-8036-2651-9)
- The Zumbies (dessin), avec Lindingre (scénario), Audie, coll. « Fluide Glacial »,
  1. Z. 2010  (ISBN 978-2-85815-980-2)
  2. Heavy Rock Contest, 2012  (ISBN 978-2-352-07201-0)
- Business is business (dessin)[7], avec Lindingre (scénario), Drugstore, 2011.  (ISBN 978-2-7234-8142-7)
- La Bureautique des sentiments[8] (dessin), avec Jorge Bernstein (scénario), Audie, coll. « Fluide Glacial », 2014.  (ISBN 978-2-352-07504-2)
- Shark Book (scénario et dessin), Audie, 2014
- Les Requins - Les connaitre pour les comprendre, Bernard Séret (texte), Julien Solé (dessin), Petite Bédéthèque des savoirs, Le Lombard, 2016  (ISBN 978-2803635009)
- Les méchants de l'histoire, série initiée par Bernard Swysen (scénario), Dupuis
  1. Dracula (dessin)[9], 2018  (ISBN 978-2-8001-6858-6)
- L'argent fou de la Françafrique - L'affaire des biens mal-acquis (dessin), scénario de Xavier Harel, Glénat, 2018  (ISBN 978-2-344-01918-4)
- Zéropedia (dessin)[10], avec Fabcaro (scénario), Dargaud, 2018  (ISBN 978-2-205-07775-9)
- Sœur Marie Thérèse (dessin) avec Maëster Glénat, 2019  (ISBN 978-2-3562-6107-6)
- Benalla et moi (dessin) avec Ariane Chemin et François Krug (scénario), Le Seuil, 2020  (ISBN 978-2-02-142735-6)
- Monsieur Léon[11] (dessin, couleur) avec Arnaud Le Gouëfflec (scénario), coll. « Fluide Glacial », 2022  (ISBN 979-1-0382-0455-3)

### Livre jeunesse
- Le complot des Gluants - (2003) - Texte d'Olivier Ka - éd. Degliame